# Anoteropsis flavovittata
Anoteropsis flavovittata är en spindelart som beskrevs av Simon 1880. Anoteropsis flavovittata ingår i släktet Anoteropsis och familjen vargspindlar.
Artens utbredningsområde är Nya Kaledonien. Inga underarter finns listade i Catalogue of Life.